# Prusy (Łódź)
Pour les articles homonymes, voir Prusy (homonymie).
Prusy est une localité polonaise de la gmina de Głuchów, située dans le powiat de Skierniewice en voïvodie de Łódź.